# 蛯原友里
蛯原友里（1979年10月3日—，是出身於日本宮崎縣宮崎市的模特兒、女演員，以擔任小學館出版的女性雜誌《AneCan》之專屬模特兒而知名。

## 簡介
蛯原友里在家中是孿生姊妹中的家姐，高中時代是籃球部隊長，在九州產業大學藝術學部設計學系畢業。她和山田優、押切萌一同被合稱是小學館出版的另一本時裝雜誌《CanCam》的三大名模。

## 人物其它
- 友里的特長是游泳，由於從小接受父親的嚴格指導，小學時代已經擁有了在地區大會的頂點立足的實力。幼年時期，通過父親在腹肌，背肌，手臂，下蹲和跑步等訓練課程的培養，其實友里與大家想象中的那弱不禁風的樣子大相徑庭，她緊繃的腹肌明顯地一塊塊分開，而且擁有運動型的倒三角完美體型。
- 友里曾經是高中籃球隊的隊長，而且當時和英式橄欖球隊的前輩戀愛交往了一段時間，後由於對方畢業後雙方見面少而關係疏遠，導致最後分手。
- 友里的暱稱是（Ebichan）。此外也常被朋友和歌迷叫作（Yurippe）、（Yurichan）、（Ebiyuri），押切萌和山田優叫她（Ebi）。
- 友里的家庭成員有父母，妹妹和弟弟。其中妹妹和她是雙胞胎，而且已經結婚了，職業是護士。
- 友里奮鬥的目標是達到模特SHIHO的知名度。
- 友里的大拇指能比普通人向外彎曲，利用這個，她能夠用手指做出很漂亮的心型。
- 友里美中不足的是稍微有些蘿蔔腿。
- 友里大學時代的主修是空間設計，畢業論文是和同學共同發表養老院設施的設計。
- 友里在大學時代，通過在福岡的一家百貨店打工（做的是發放打折優惠傳單的模特）為契機，立志做一名真正的職業模特，隨後參加了選拔賽，2002年4月去了東京。
- 2009年5月，友里與嘻哈團體屎爛幫成員ILMARI的交往正式曝光；同年12月23日，正式向戶政機關登記結婚，並於2010年6月中旬在巴黎近郊的教堂舉行婚禮[1]。2015年11月產下一子。

## 演出作品

### 電視劇
- 變身特派員（2003年、2005年、2007年、2009年) - 山吹一惠
- 上班族金太郎4（2004年）- 相川雅美
- 愛情慢舞（2005年）- 園田雪絵
- 愛上恐龍妹（2006年）- 蛯原友美
- 鬼嫁日記2（2007年）- 秋山ユリ

### 电影
- 變身特派員 最后的剧场版 (2008年12月公映 松竹配给) - 山吹一惠

### 广告
- 资生堂 ANESSA、MAQUillAGE、Benefique系列
- 麦当劳
- 明治巧克力 果音篇
- 富士相機 Finepx系列
- 世嘉公司 魔法氣泡
- 福助 f*ing BIZWALK
- 三井製糖

### 雜誌
- CanCam
- AneCan
- Domani

## 外部連結
- EBIHARA YURI Official Website
- AneCan TV
- Shiseido MAQillAGE